# Paul Laymann
Paul Laymann (ur. 1574 w okolicy Innsbrucku, zm. 13 listopada 1635 w Konstancji lub 1632) – austriacki jezuita, teolog katolicki, kronikarz, powiernik Ferdynanda II Habsburga.
Opisywał w języku niemieckim reformę wiary ludności w krajach pod panowaniem Ferdynanda II z protestantyzmu na katolicyzm.